# ストーリー (さかいゆうの曲)
「ストーリー」は、さかいゆうのメジャー・デビュー・シングル。2009年10月7日に発売された。

## 収録曲
- 全作詞・作曲・編曲：さかいゆう（特記以外）

1. ストーリー
  - 全国FM局の49局中43局でパワープレイを獲得。
  - 1stアルバム『Yes!!』収録
2. ララバイ
3. How Beautiful(with PIANO)
  - 作詞：土岐麻子・川口大輔
  - 土岐に提供した楽曲のセルフカバー。
  - 2ndアルバム『How's it going?』に別バージョンが収録されている。
4. ストーリー<backing track>

## 演奏
ストーリー
- さかいゆう：Vocal, Chorus, Piano, Other Instruments
- ひぐちしょうこ：Drums
- TOKIE：Bass
- 高橋結子：Percussion
- 菅坂雅彦・奥村晶：Trumpet
- 村田陽一：Trombone, Brass Arrangement
- 竹野昌邦：Tenor Saxophone

ララバイ
- さかいゆう：Vocal, Chorus, Piano, Bass
- 波田野哲也：Drums
- 朝川朋之：Harp

How Beautiful (with PIANO)
- さかいゆう：Vocal, Piano